# Vojsko (Kozje, Slovenija)
Vojsko je naselje u slovenskoj Općini Kozju. Vojsko se nalazi u pokrajini Štajerskoj i statističkoj regiji Savinjskoj. 

## Stanovništvo
Prema popisu stanovništva iz 2002. godine naselje je imalo 94 stanovnika.